# غبيراء تورنغنية كاذبة
الغبيراء التورنغنية الكاذبة (باللاتينية: Sorbus pseudothuringiaca) نوع نباتي شجري يتبع جنس الغبيراء من الفصيلة الوردية.
تنتشر في ألمانيا وسميت نسبة إلى منطقة تورنغن.